# 哈费尔泽体操及体育俱乐部
哈费尔泽1912体操及体育俱乐部注册协会（德語：Turn- und Sportverein Havelse 1912 e. V.）是德国汉诺威加布森辖下哈费尔泽区内的一家体育俱乐部，其成立于1912年，设有足球、网球、乒乓球、芭蕾和体操等部门。俱乐部的主色调是红色和白色。
哈费尔泽通过其足球部门而广为人知。其男子一线队于2010年至2021年间在德国第四级的北部地区联赛作赛，并于2020-21赛季成功升入德丙联赛。而它们此前所参与的最高级别赛事是1990-91赛季的德乙联赛。此外，球队还曾于2012年和2020年夺得下萨克森杯冠军。女子一线队则自2008年升级以来一直参加德国第三级的女子北部地区联赛。哈费尔泽的主场通常设于可容纳3500名观众的威廉·朗格雷尔体育场。但由于场地不符合德丙联赛的要求，其职业队于2021-22赛季的主场比赛将移师至汉诺威HDI竞技场举行。